# Bidens barteri
Bidens barteri là một loài thực vật có hoa trong họ Cúc. Loài này được (Oliv. & Hiern) T.G.J.Rayner mô tả khoa học đầu tiên năm 1992.